# Liebháber Barna
Liebháber Barna, Lázár (1946. április 19. – 2024. január 5. vagy előtte) kétszeres magyar bajnok labdarúgó, hátvéd, edző.

## Pályafutása
A Vasas csapatában szerepelt. Tagja volt az 1965-ös és 1966-os idényben bajnoki címet szerzett együttesnek.

## Sikerei, díjai
- Magyar bajnokság
  - bajnok: 1965, 1966